# Metropolitan Center for High Technology
El Metropolitan Center for High Technology (antes Sede Mundial de S. S. Kresge, también conocido como The Block at Cass Park) es un edificio de oficinas ubicado en 2727 Second Avenue en Midtown Detroit, Míchigan. Fue incluido en el Registro Nacional de Lugares Históricos y designado Sitio Histórico del Estado de Míchigan en 1979. El edificio de oficinas se encuentra en el Distrito Histórico de Cass Park y forma parte de la Universidad Estatal Wayne y se utiliza como incubadora de empresas para empresas emergentes.

## Historia
Sebastian S. Kresge era un próspero vendedor ambulante cuando, en 1884, compró una participación parcial en dos tiendas minoristas. Uno de ellos estaba ubicado en Detroit; Kresge se mudó a la ciudad y pronto obtuvo el control de una tienda minorista de cinco y diez centavos en Woodward. Kresge aplicó su propio nombre a la tienda, y en 1899 estaba comenzando a construir una cadena de cinco y diez centavos. Para 1912, la cadena se había expandido a 85 tiendas Kresge.
Kresge incorporó su negocio y se dispuso a construir un impresionante edificio de oficinas como sede. Encargó a Albert Kahn que diseñara un edificio de 18 pisos, ahora conocido como Kales Building, en Adams and Park. Kresge prosperó durante la Primera Guerra Mundial, y después de la guerra había comenzado a crecer más que su hogar.
Kresge volvió a contratar a Kahn para diseñar una sede más grande, esta vez ubicada en la Second Street en el Cass Park, lo suficientemente espaciosa como para proporcionar instalaciones de oficina para 1.200 empleados de Kresge. El edificio resultante, terminado en 1927, es único por su masa horizontal en oposición a las líneas verticales del rascacielos más común, y ganó premios por su arquitectura sobresaliente.

## Descripción
Es un edificio con fachada de piedra caliza, construido en forma de una gran E con las alas apuntando en dirección opuesta al parque. Se considera que es uno de los mejores ejemplos de edificios de oficnas de Kahn.
Cubre una manzana y tiene 23.000 m² de espacio para oficinas. El pabellón central que da a Cass Park tiene cinco pisos y medio; las alas son solo cuatro pisos. El edificio es una mezcla de estilos, con el techo de mansarda de cobre con costuras alzadas decorado con crestas de terracota que recuerdan el estilo Segundo Imperio, y las líneas limpias de la fachada claramente de origen art déco.
Las filas ordenadas de ventanas enfatizan la horizontal, mientras que las pilastras dóricas clásicas en la entrada enfatizan la vertical. Un recorrido de banda separa el cuarto piso de los niveles inferiores, y los pisos superiores tienen ventanas más pequeñas que, sin embargo, se asemejan a las ventanas del nivel inferior.
El interior utiliza granito pulido para la entrada con paneles de nogal con incrustaciones.
Kresge utilizó estas oficinas hasta que la empresa se trasladó a los suburbios de Troy en 1972. Durante algunos años después de eso, el edificio fue utilizado por el Instituto de Tecnología de Detroit. El edificio es parte de la Universidad Estatal de Wayne y se ha utilizado en parte como una incubadora para empresas de nueva creación de tecnología conocidas como el Centro Metropolitano de Alta Tecnología. Las oficinas de algunos departamentos del estado de Wayne se encuentran en este edificio.